# Süffisanz
Süffisanz (französisch suffisance, „Selbstgefälligkeit“) ist im weitesten Sinn eine Art spöttischer Humor. Das Deutsche Wörterbuch der Brüder Grimm beschreibt das Adjektiv süffisant als „anmaszend, dünkelhaft, eingebildet“ auch „selbstgefällig, selbstzufrieden“ und gibt an, es sei im 18. Jahrhundert aus dem Französischen entlehnt.

## Kennzeichnung
Süffisante Bemerkungen, Kommentare oder Zwischenrufe sind spöttisch, abwertend oder verächtlich gemeinte Aussagen, die sich meist auf Handlungen oder Werke Anderer beziehen. Mithin bedarf es für Süffisanz eines gewissen Hochmuts (Synonym: Überheblichkeit), einer Überlegenheitsdarstellung, des Spottes und/oder der Schadenfreude.

Das Damen Conversations Lexikon von 1834 bemerkt dazu: 

„Süffisance, jene Selbstgefälligkeit, die, sich stets selbst genug, selten anderen genügt – ein Egoismus, der sich selbst zum Spiegelbilde einer wonniglichen Betrachtung macht, ein geistiger Narziss, der sich selig vertieft in dem Anschauen seiner eigenen Gestalt.“

 In Knaurs Deutschem Wörterbuch wird „süffisant“ auch als „dünkelhaft“ und „spöttisch-überheblich“ beschrieben.